# Klasa skrytobójców
Klasa skrytobójców (jap. 暗殺教室 Ansatsu kyōshitsu) – manga autorstwa Yūseia Matsuia, publikowana na łamach magazynu „Shūkan Shōnen Jump” wydawnictwa Shūeisha od lipca 2012 do marca 2016. Polski przekład mangi ukazał się nakładem wydawnictwa Japonica Polonica Fantastica.
Na podstawie mangi powstała adaptacja anime składająca się z dwóch sezonów i jednego odcinka OVA, dwa filmy live action, jeden animowany film pełnometrażowy oraz trzy gry komputerowe.

## Fabuła
Akcja mangi rozpoczyna się, gdy potężny potwór niszczy 70% powierzchni Księżyca. Twierdzi również, że w ciągu roku zniszczy planetę, a z drugiej strony oferuje całemu światu szansę uniknięcia tego losu. W klasie 3-E gimnazjum Kunugigaoka rozpoczyna pracę jako nauczyciel, gdzie uczy swoich uczniów zwykłych przedmiotów, a także sposobów zabijania. Natomiast rząd Japonii ogłosił, że każdy z uczniów, któremu uda się zabić potwora nazwanego „Koro-sensei” (jap. 殺せんせー Korosensē) (akronim słów „Koro-senai” (jap. 殺せない dosł. niezabijany) i „sensei” (jap. 先生 dosł. nauczyciel)), otrzyma nagrodę w wysokości 10 miliardów jenów. Jednak okazuje się, że to zadanie jest niewykonalne, ponieważ potwór ma między innymi przyspieszoną regenerację, potrafi się klonować, posiada niezwyciężoną formę oraz zdolność do poruszania się i latania z prędkością 20 machów. Z drugiej strony jest najlepszym nauczycielem.
W dalszej części fabuły sytuacja staje się jeszcze bardziej skomplikowana, gdy inni zabójcy żądają nagrody za zabicie Koro-sensei’a, pozostali z powodów osobistych. Uczniowie zostają zapoznani z tajemnicami swojego nauczyciela, m.in. jego planami zniszczenia Księżyca i związkami z poprzednim nauczycielem, a także prawdziwym powodem, dla którego musi zostać zabity przed końcem roku szkolnego. Jeden z uczniów z klasy 3-E, Nagisa Shiota, postanawia sporządzać listę wszystkich słabości Koro-sensei’a. Początkowo może wydawać się, że jest jednym z najsłabszych uczniów w klasie, ale później staje się jednym z najbardziej zręcznych zabójców.

## Bohaterowie
- Koro-sensei (jap. 殺せんせー Korosensē)

Seiyū: Jun Fukuyama 
- Nagisa Shiota (jap. 潮田 渚 Shiota Nagisa)

Seiyū: Mai Fuchigami 
- Tadaomi Karasuma (jap. 烏間 惟臣 Karasuma Tadaomi)

Seiyū: Tomokazu Sugita 
- Irina Jelavić (jap. イリーナ・イェラビッチ Irīna Yerabicchi; serb. Ирина Јелавић)

Seiyū: Shizuka Itō 
- Karma Akabane (jap. 赤羽 業[カルマ] Akabane Karuma)

Seiyū: Nobuhiko Okamoto 
- Kaede Kayano (jap. 茅野 カエデ Kayano Kaede)

Seiyū: Aya Suzaki 

## Manga
Seria ukazywała się na łamach magazynu „Shūkan Shōnen Jump” od 2 lipca 2012 do 25 marca 2016. Następnie doczekała się wersji tomowej typu tankōbon, której pierwszy tom trafił do sprzedaży 2 listopada tego samego roku, natomiast ostatni – 4 lipca 2016. Początkowy nakład pierwszego tomu wynosił 300 000 egzemplarzy, ale po kilku przedrukach wydrukowano ponad milion. Przy okazji wydania dwudziestego tomu mangi (3 czerwca 2016) liczba wyniosła już 10 milionów. Wersja VOMIC (komiks głosowy), która dodała klipy głosowe do stron mangi, została zaprezentowana na Sakiyomi Jan Bang! od stycznia do czerwca 2013. 18 lutego 2016 podano do informacji, że ostatni, 180. rozdział zostanie wydany 25 marca (w numerze 16/2016).
Polskie wydanie mangi zostało zapowiedziane 3 marca 2017 przez wydawnictwo Japonica Polonica Fantastica. Pierwszy tom do sprzedaży trafił 14 grudnia tego samego roku.

## Spin-off
W oparciu o mangę powstał też spin-off o nazwie Koro Sensei Quest (jap. 殺せんせーQ！ Koro-sensē Q!), do którego scenariusz napisał Kizuku Watanabe, ilustracje wykonał zaś Jō Aoto. Seria ukazywała się na łamach „Saikyō Jump” wydawnictwa Shūeisha od 2 października 2015 do 4 października 2019. Następnie rozdziały zostały skompilowane do 5 tankōbonów, które wydawane były od 4 lipca 2016 do 1 listopada 2019.

## Anime
Adaptacja anime w oparciu o mangę została zapoczątkowana w formie 23-minutowego odcinka OVA wyświetlanego od 6 października do 24 listopada 2013 w ramach Jump Super Anime Tour 2013. Za produkcję odcinka OVA odpowiadało studio Brain’s Base, za reżyserię Keiji Gotō, natomiast za scenariusz – Tomoki Kikuya.
23 czerwca 2014 poinformowano, że manga otrzyma adaptację anime wyprodukowaną przez studio Lerche. Premiera odbyła się 9 stycznia 2015, natomiast emisja pierwszego sezonu trwała do 19 czerwca, w nakładzie 22 odcinków.
Podczas emisji anime, 24 kwietnia 2015 podczas wydarzenia, które odbyło się w TOHO Cinemas Roppongi Hills ogłoszono, że seria w 2016 roku otrzyma drugi sezon anime. 29 listopada w numerze 53/2015 magazynu „Shūkan Shōnen Jump” poinformowano, że premiera drugiego sezonu anime odbędzie się 7 stycznia 2016. Ponadto 13 grudnia ogłoszono, że liczyć będzie 25 odcinków. Emisja drugiego sezonu trwała do 30 czerwca 2016.
Polska premiera anime odbyła się 15 października 2018 na antenie Polsat Games, ostatni odcinek został zaś wyemitowany 21 lutego 2019. Anime emitowane było z polskim lektorem pod angielskim tytułem Assassination Classroom, premierowe odcinki emitowane były zaś od poniedziałku do piątku o północy.

## Filmy
23 czerwca 2014 został zapowiedziany film live-action, której premiera odbyła się 21 marca 2015. Przychody box office wynosiły 2,77 miliarda jenów, co spowodowało, że film zajął 10. miejsce w zestawieniu najlepszych japońskich filmów 2015 roku.
24 kwietnia 2015 ogłoszono, że seria otrzyma drugi film live action zatytułowany Ansatsu kyōshitsu: 〜Sotsugyō-hen〜 (jap. 暗殺教室〜卒業編〜). 6 grudnia, w numerze 1/2016 magazynu „Shūkan Shōnen Jump” poinformowano, że premiera odbędzie się 25 marca 2016. Box office z filmu wyniósł 3,51 miliarda jenów.
30 czerwca 2016, w numerze 31/2016 poinformowano, że seria doczeka się pełnometrażowego filmu anime zatytułowanego Gekijō-ban Ansatsu kyōshitsu: 365-hi no jikan (jap. 劇場版 暗殺教室 365日の時間), którego premiera odbyła się 19 listopada tego samego roku.

## Gry komputerowe
Na podstawie mangi powstały dwie gry komputerowe, które zostały wyprodukowane przez Bandai Namco Entertainment i wydane na konsolę Nintendo 3DS w 2015 i 2016 roku. Pierwsza z nich, zatytułowana Ansatsu kyōshitsu: Koro-sensē dai hōimō!! (jap. 暗殺教室 殺せんせー大包囲網!!) została wydana 12 marca 2015, natomiast druga – Ansatsu kyōshitsu: Asashin ikusei keikaku!! (jap. 暗殺教室 アサシン育成計画!!) – 24 marca 2016.
10 lutego 2015 została wydana gra Ansatsu kyōshitsu: Kakoikomi no jikan (jap. 暗殺教室 囲い込みの時間) na urządzenia z systemem Android i iOS. 19 lipca 2016 producent Bandai Namco Entertainment poinformował, że 20 września zostaną wyłączone wszystkie usługi w grze.

## Odbiór
W sierpniu 2013 pierwszy tom sprzedał się w nakładzie ponad miliona egzemplarzy, a poszczególne tomy często pojawiały się na listach najlepiej sprzedających się mang w Japonii. Tomy 2, 3, 4, 1, 5 i 6 zajmowały kolejno 26., 32., 36., 37., 41. i 50. pozycję na liście najlepiej sprzedających się tomów mangi w 2013 roku, co czyni ją siódmą najlepiej sprzedającą się serią mangi w Japonii w 2013 roku z wynikiem 4 559 820 egzemplarzy. W lipcu 2016 roku seria osiągnęła sprzedaż na poziomie 20 milionów egzemplarzy.
Manga zajęła drugie miejsce w zestawieniu 15 najlepszych mang polecanych przez japońskie księgarnie w plebiscycie Zenkoku shoten’in ga eranda osusume Comic 2013. Seria nominowana była do 6. edycji nagród Manga Taishō, natomiast zajęła drugie miejsce w kategorii komiksów dla chłopców na liście „Book of the Year” wydawnictwa Media Factory i magazynu „Da Vinci”. Nippon Shuppan Hanbai wybrał Ansatsu kyōshitsu jako najlepsze dzieło roku 2013 w „Rekomendowanych komiksach w całym kraju”. Ponadto seria zwyciężyła w ankiecie Kono manga ga sugoi 2014 wydawnictwa Takarajimasha.
W lutym 2015 redakcja Asahi Shimbun ogłosiła, że seria była jedną z dziewięciu nominowanych mang do 19. edycji Nagrody Kulturalnej im. Osamu Tezuki.